# 左官磨育
左官 磨育（さかん まいく、1983年4月28日 - ）は、滋賀県草津市出身のプロバスケットボール選手である。ポジションはポイントガード/シューティングガード。183cm,83kg。

## 来歴
草津市立高穂中学校を卒業後、京都の東山高等学校に進学。1年でウィンターカップベスト8を経験する。同期に岡田優、1学年下に岩隈隆士がいる。
その後、アメリカへの留学を経て近畿大学に進学。関西タイトル獲得に貢献する一方、NKS-405 ALLSTARにも参加。
大学卒業後はbjリーグ合同トライアウトを経て、2008年に滋賀レイクスターズに練習生として入団した後、プロ契約に至ったが2009年に退団した。
滋賀レイクスターズを退団した後はフィリピンでPBA（フィリピン・バスケットボール・アソシエーション）所属チームとの契約を目指した。

## 経歴
- 草津市立高穂中学校 - 東山高校 - ヤキマ・コミュニティカレッジ - 近畿大学 - 滋賀レイクスターズ（2008年 - 2009年）

## 成績
bjリーグ2008-2009シーズン 個人成績
| No | 選手名   | 得点 | 1試合平均得点 | 3P成功率 | 2P成功率 | ダンク数 | フリースロー成功率 | 出場時間 |
| -- | -------- | ---- | ------------- | -------- | -------- | -------- | ------------------ | -------- |
| 7  | 左官磨育 | 20   | 1.3           | 20.0     | 50.0     | 0        | 0.0                | 48       |